# Золотая медаль имени П. Л. Чебышёва
Золотая медаль имени П. Л. Чебышёва присуждается Российской академией наук с 1997 года за выдающиеся результаты в области математики. Носит имя российского учёного Пафнутия Львовича Чебышёва. Не следует смешивать с одноимённой премией, с 2007 года ежегодно присуждаемой Санкт-Петербургским научным центром РАН за достижения в области математики.

Обратная сторона медали

## История
В 1944 году Академией наук СССР учреждена как Премия имени П. Л. Чебышёва за лучшие исследования в области математики (в том же году была учреждена премия с таким же названием в области теории механизмов и машин). Вновь была учреждена Постановлением Президиума РАН от 23 февраля 1993 г. № 47 «О золотых медалях и премиях имени выдающихся учёных, присуждаемых Российской академией наук» в ранге медали. Медаль вручается раз в пять лет по рекомендации Отделения математических наук РАН.

## Награждённые учёные
На начало 2021 года награда была вручена следующим учёным:
| Год  | Лауреат премии                     | За какие работы |
| ---- | ---------------------------------- | --- |
| 1946 | Курош, Александр Геннадиевич       | за книгу «Теория групп» |
| 1948 | Ахиезер, Наум Ильич                | за работу «Лекции по теории аппроксимации» |
| 1951 | Колмогоров, Андрей Николаевич      | за монографию «Предельные распределения для сумм независимых случайных величин» (1949 г.) |
| 1951 | Гнеденко, Борис Владимирович       | за монографию «Предельные распределения для сумм независимых случайных величин» (1949 г.) |
| 1954 |                                    | |
| 1957 | Коробов, Николай Михайлович        | за работы: «Числа с ограниченным отношением и их приложения к вопросам диофантовых приближений», «О вполне равномерном распределении и совместно нормальных числах», «Приближённое вычисление кратных интегралов с помощью методов теории чисел». |
| 1960 |                                    | |
| 1963 | Адян, Сергей Иванович              | за работы по алгоритмическим вопросам теории групп и полугрупп |
| 1966 | Ладыженская, Ольга Александровна   | за работу «Линейные и квазилинейные уравнения эллиптического типа» |
| 1966 | Уральцева, Нина Николаевна         | за работу «Линейные и квазилинейные уравнения эллиптического типа» |
| 1969 | Марков, Андрей Андреевич (младший) | за цикл работ по неразрешимости проблемы гомеоморфизма |
| 1972 | Никольский, Сергей Михайлович      | за монографию «Приближение функций многих переменных и теоремы вложения» (1969 г.) |
| 1975 | Меньшов, Дмитрий Евгеньевич        | за цикл работ «Пределы неопределённости и предельные функции тригонометрических и ортогональных рядов» |
| 1978 | Михайлов, Валентин Петрович        | за цикл работ «О первой краевой задаче для дифференциальных уравнений в частных производных» |
| 1981 | Карацуба, Анатолий Алексеевич      | за цикл работ «Многомерная проблема делителей Дирихле» |
| 1984 | Лаптев, Борис Лукич                | за цикл работ «Исследования по обобщённым пространствам» |
| 1987 | Зеликин, Михаил Ильич              | за цикл работ «Минимизация интегралов от дифференциальных форм на решениях дифференциальных включений» |
| 1990 | Колывагин, Виктор Александрович    | |
| 1993 | Стечкин, Сергей Борисович          | |
| 1996 | Марчук, Гурий Иванович             | за выдающиеся результаты в области математики |
| 2002 | Лебедев, Вячеслав Иванович         | за выдающиеся результаты в области математики |
| 2007 | Волович, Игорь Васильевич          | за цикл работ «Метод стохастического предела исследования динамических свойств квантовых моделей» |
| 2012 | Паршин, Алексей Николаевич         | за цикл работ «Теория двумерных локальных полей и дискретных групп Гейзенберга» |
| 2017 | Ширяев, Альберт Николаевич         | за выдающиеся результаты в области математики |
| 2022 | Платонов, Владимир Петрович        | за цикл работ «Классические проблемы в теории гиперэллиптические кривых и гиперэллиптических полей» |